# Real Fábrica de Porcelana de Berlín

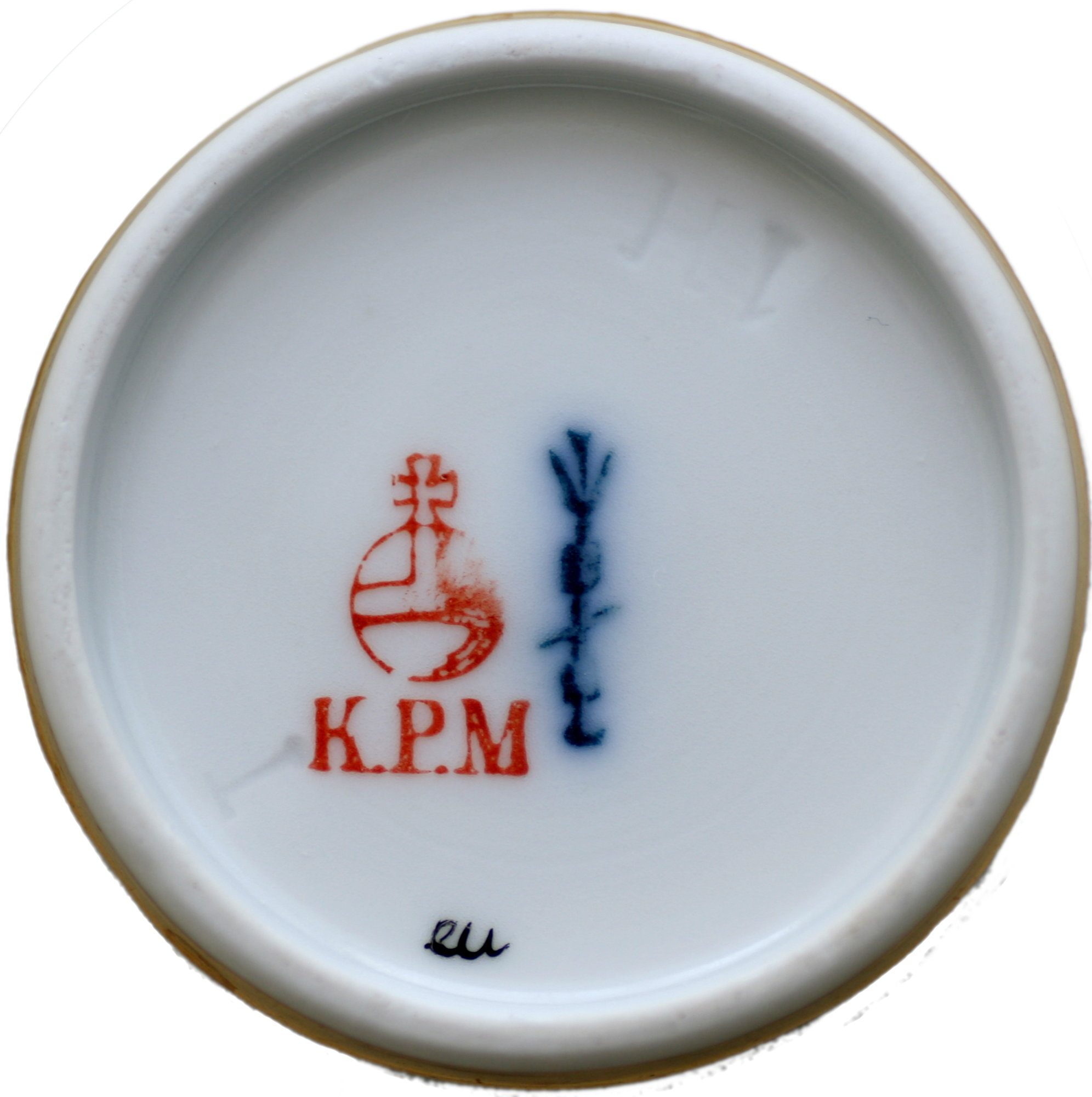
La marca en 1841.

La Porcelana de Berlín o Fábrica Real de Porcelana de Berlín (Königliche Porzellan-Manufaktur Berlin en idioma alemán, que utiliza las siglas KPM) es una manufactura real para la fabricación de porcelana fundada en 1763 por Federico II de Prusia "el Grande". Su marca, de gran reputación, se identifica con un cetro de color azul cobalto (desde 1837), al que posteriormente se añadió un orbe real con las iniciales KPM en rojo.
Entre 1751 y 1757 funcionó en Berlín una fábrica de porcelana de iniciativa privada, a cargo de Wilhelm Caspar Wegely. Uno de sus colaboradores, Reichard, se asoció con el rico empresario Johann Ernst Gotzkowsky en 1761, para responder al deseo del rey de Prusia de competir con la producción de porcelanas de Dresde, Meissen y Sèvres. Las tropas de Federico el Grande, durante la guerra de los Siete Años, ocuparon Meissen y Sajonia. Los secretos industriales allí guardados, eran extremadamente codiciados por toda Europa. En 1763, el rey compra la fábrica berlinesa, que se encontraba al borde de la quiebra, y le da el impulso definitivo que la convierte en una de las más importantes de Europa.
El pintor Gottfried Wilhelm Völcker dirigió la Porcelana de Berlín entre 1833 à 1848.

## Figura de porcelana
En el taller especializado de la KPM se han creado figuras de porcelana de diferentes estilos en los últimos 250 años. Las esculturas de animales han jugado un papel importante en la historia de la KPM desde el inicio. En estilo Rococó, el juego escenificado de luz y sombra y unos ornamentos naturalistas muestran a dichas esculturas como reproducciones artísticas de la naturaleza. Entre las numerosas figuras de aves aún encontramos hoy día bosquejos de los comienzos de la manufactura, como el brillante martín pescador azul y turquesa del año 1765. En la década de 1920, Tommi Parzinger bosquejó figuras de perros y liebres humorísticas en estilo Art déco para la KPM. Entre las esculturas de animales actuales podemos encontrar bosquejos como el oso polar Knut y el Berliner Buddy Bär.

## Galería de imágenes

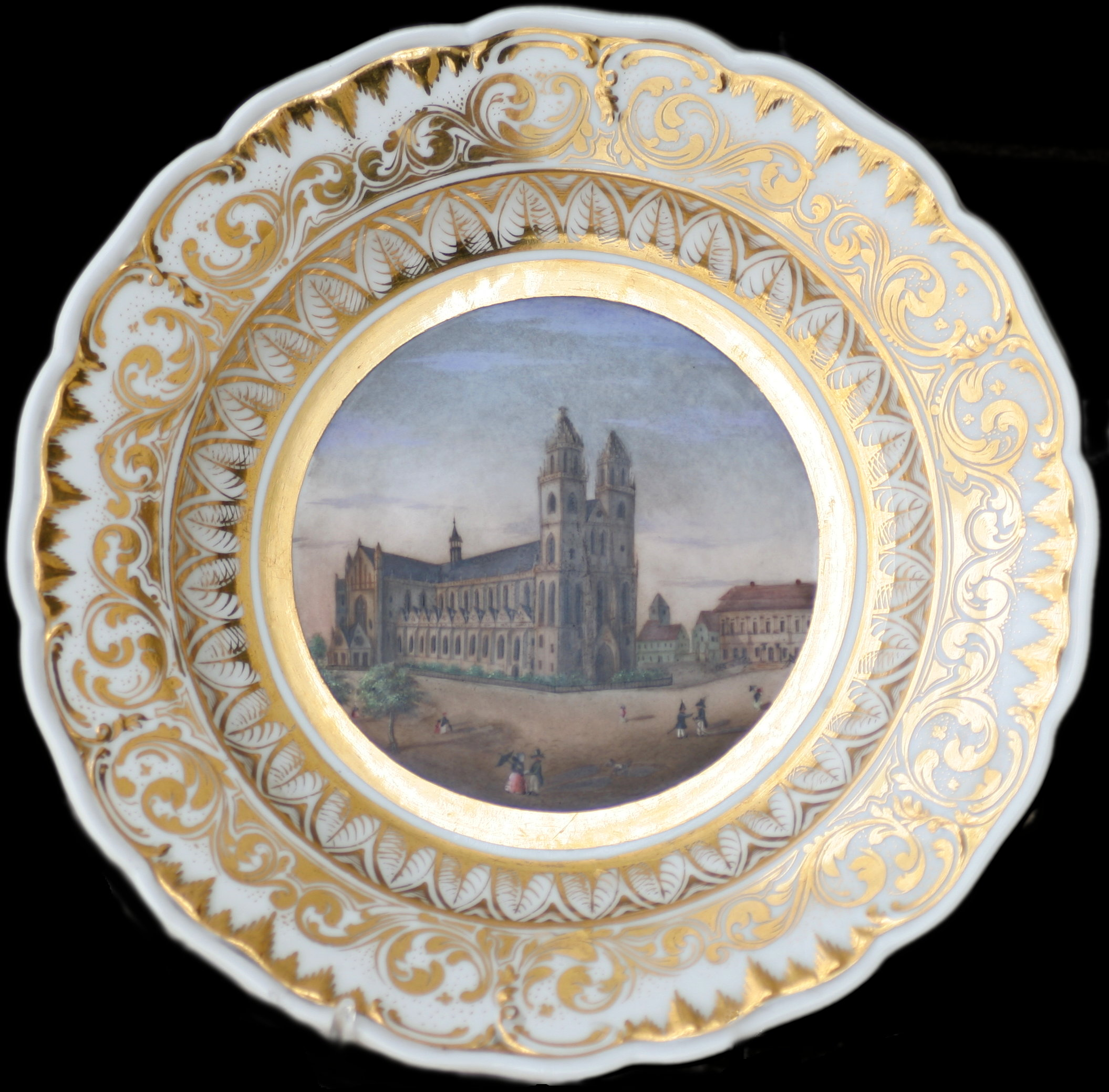
Plato con la catedral de Magdeburgo, 1844.
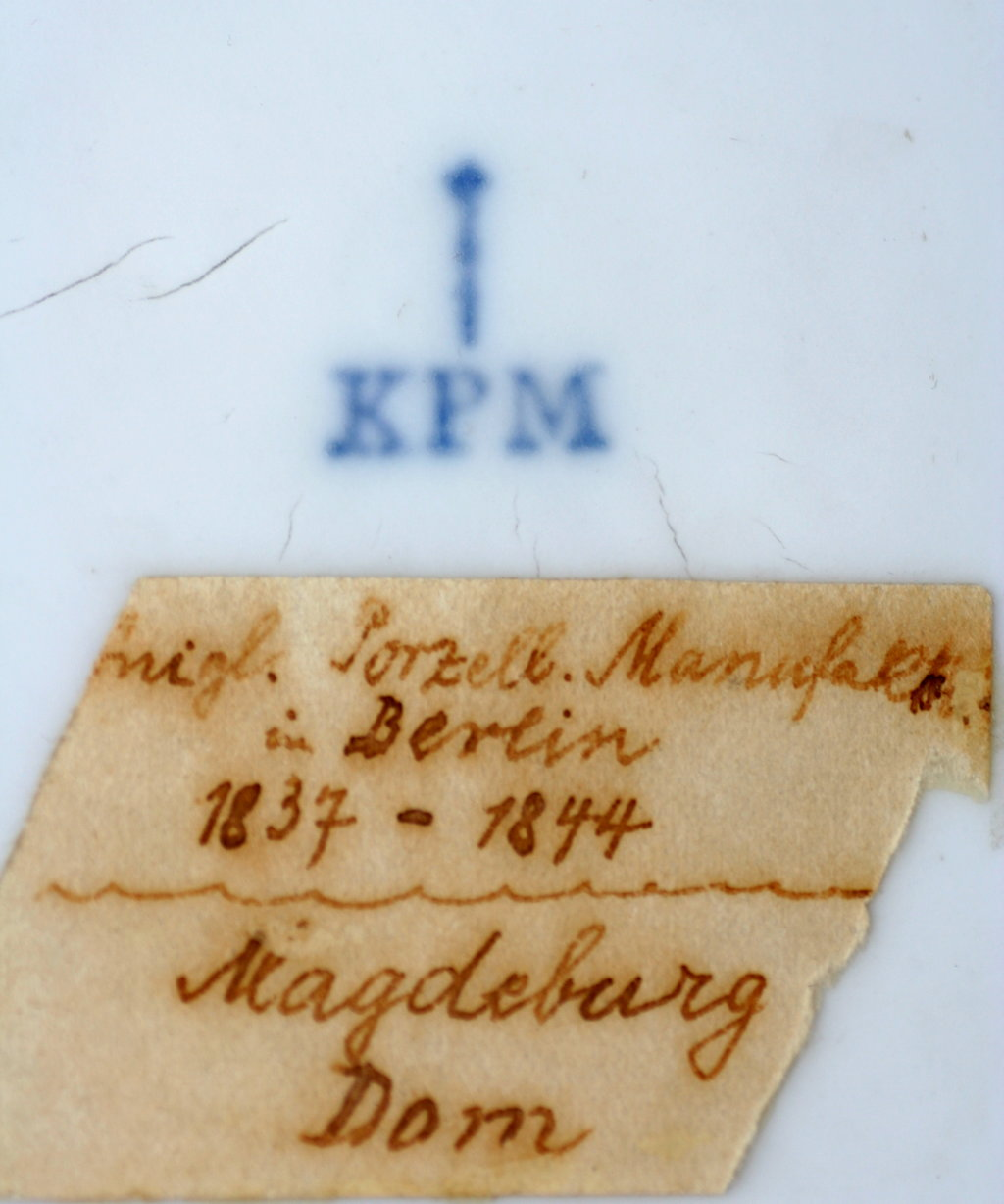
Reverso de la misma pieza
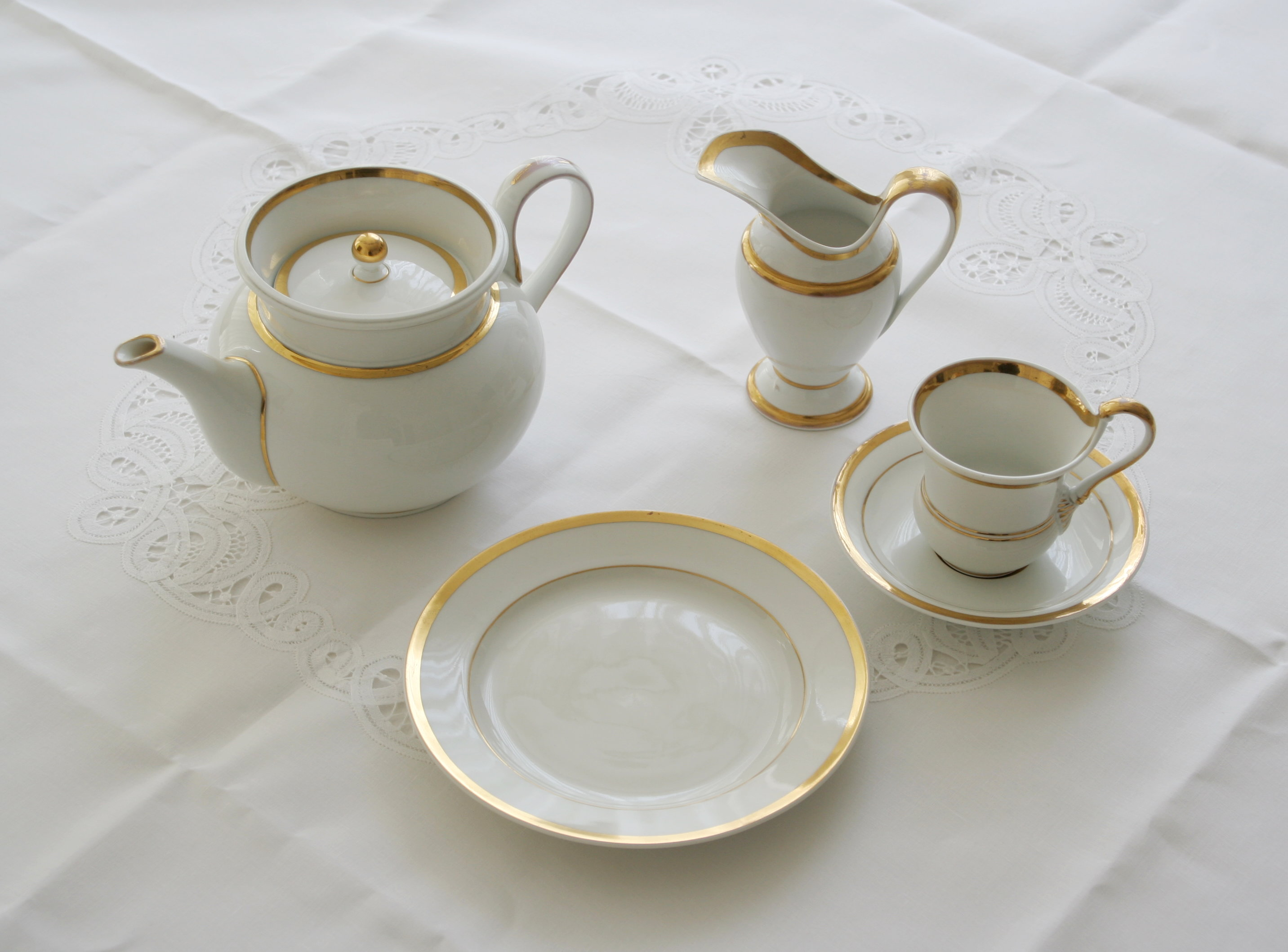
Juego de te, 1850.
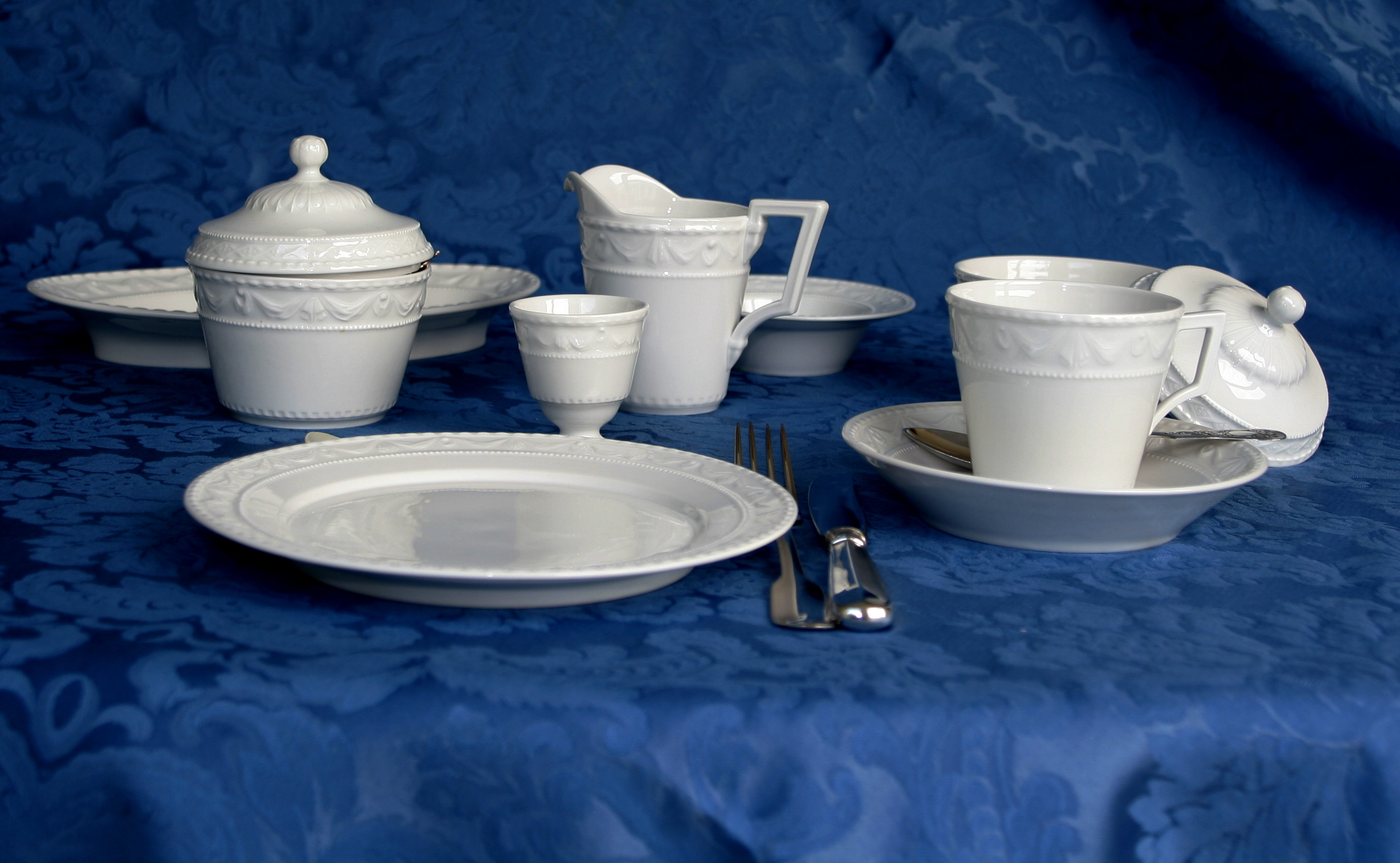
Serie Kurland
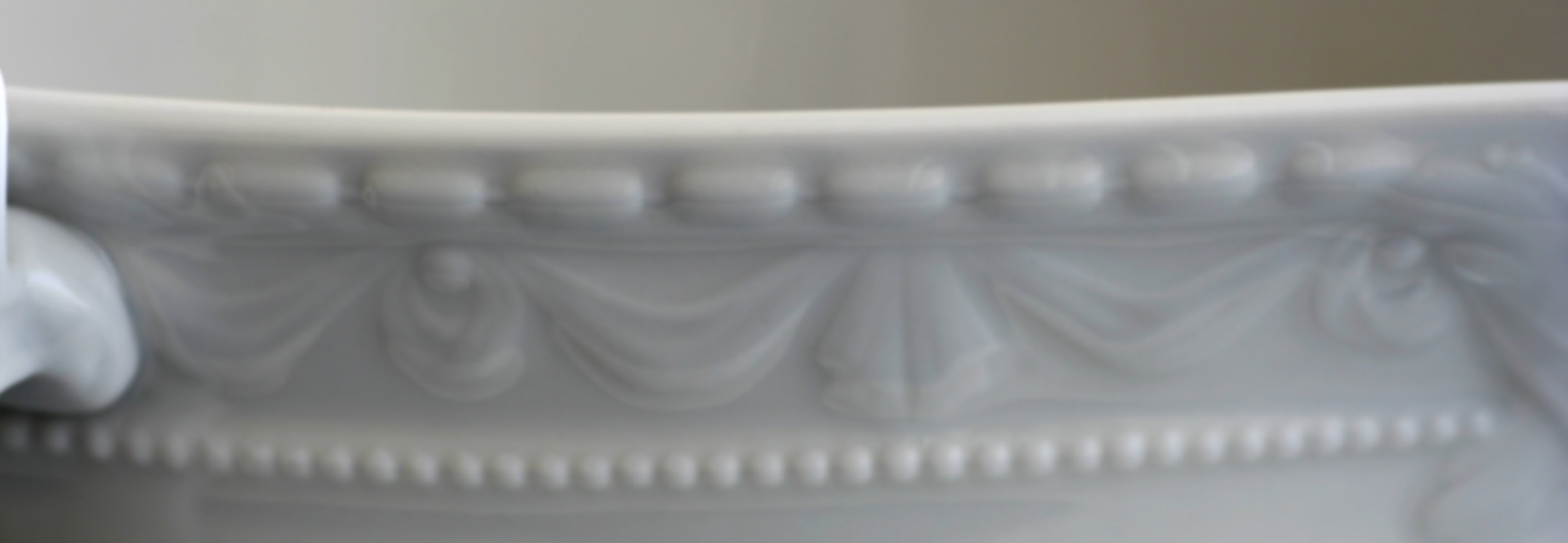
Detalle de la misma
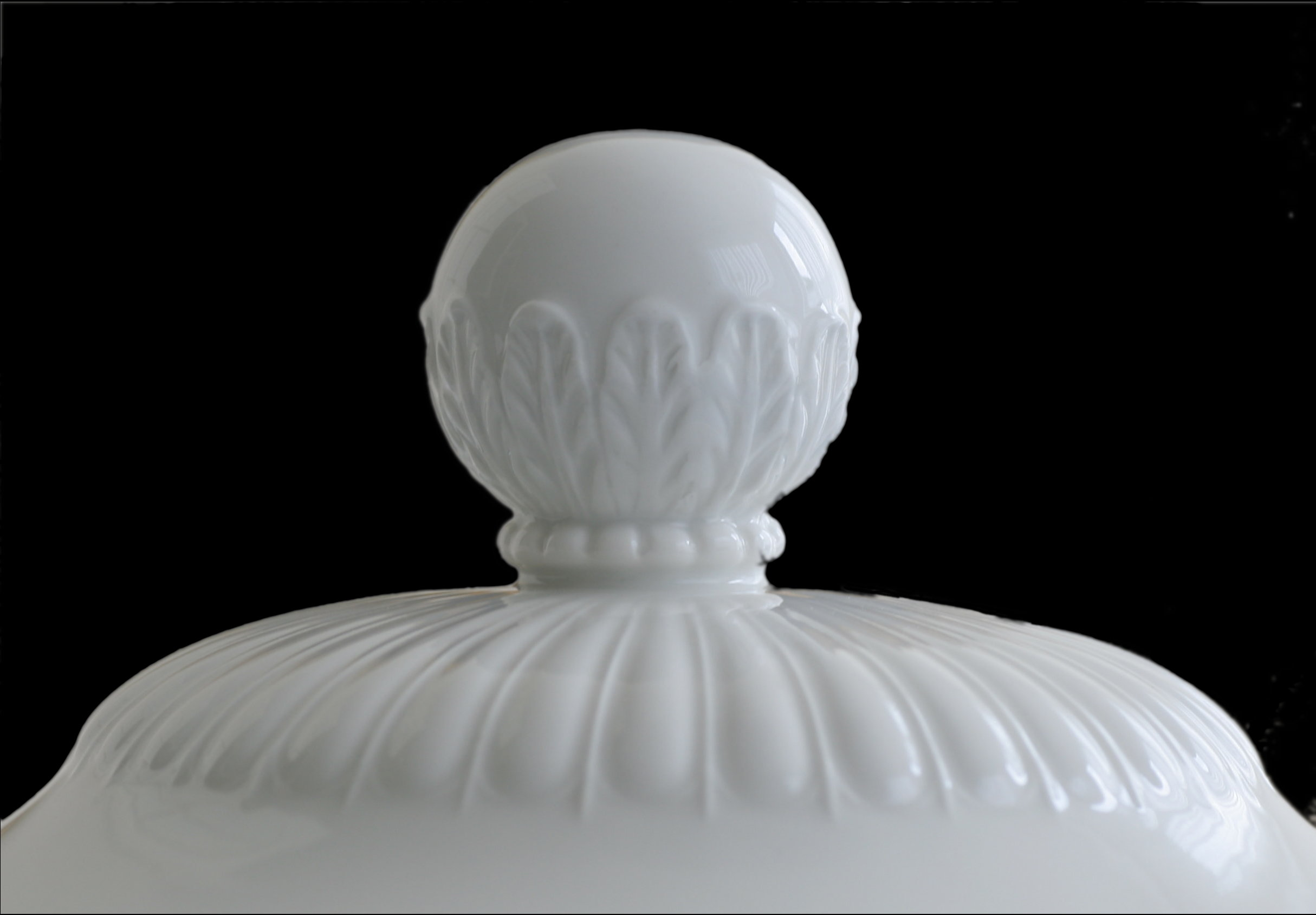
Detalle de la misma
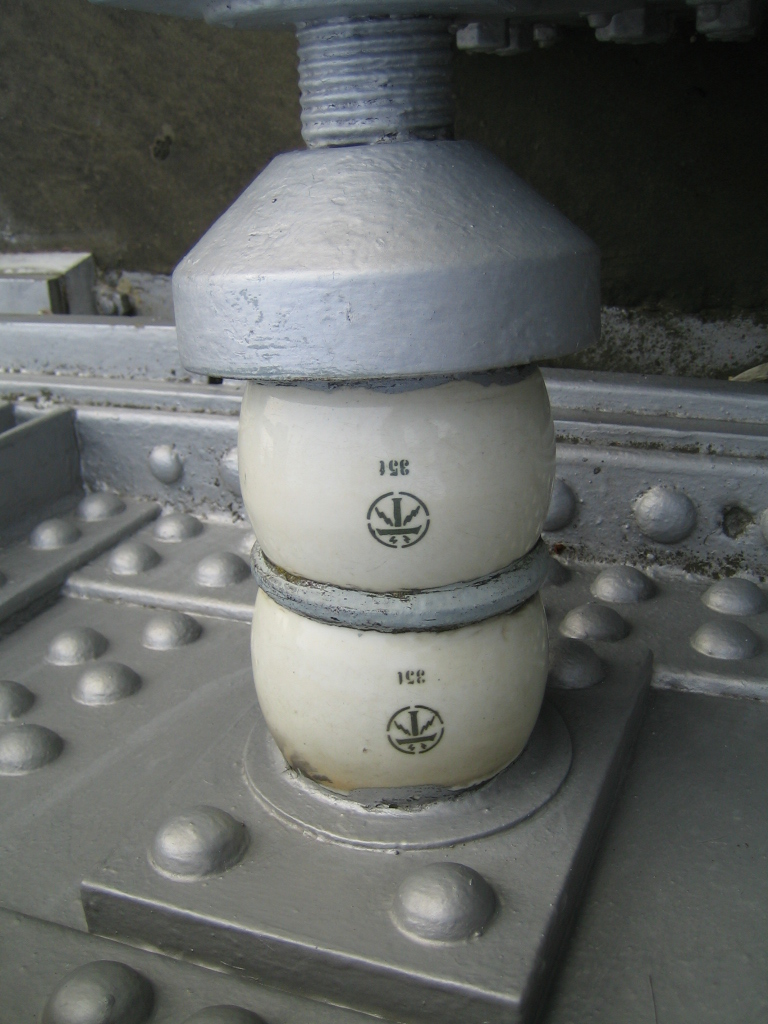
Porcelana industrial: aislantes de KPM en Berliner Funkturm.
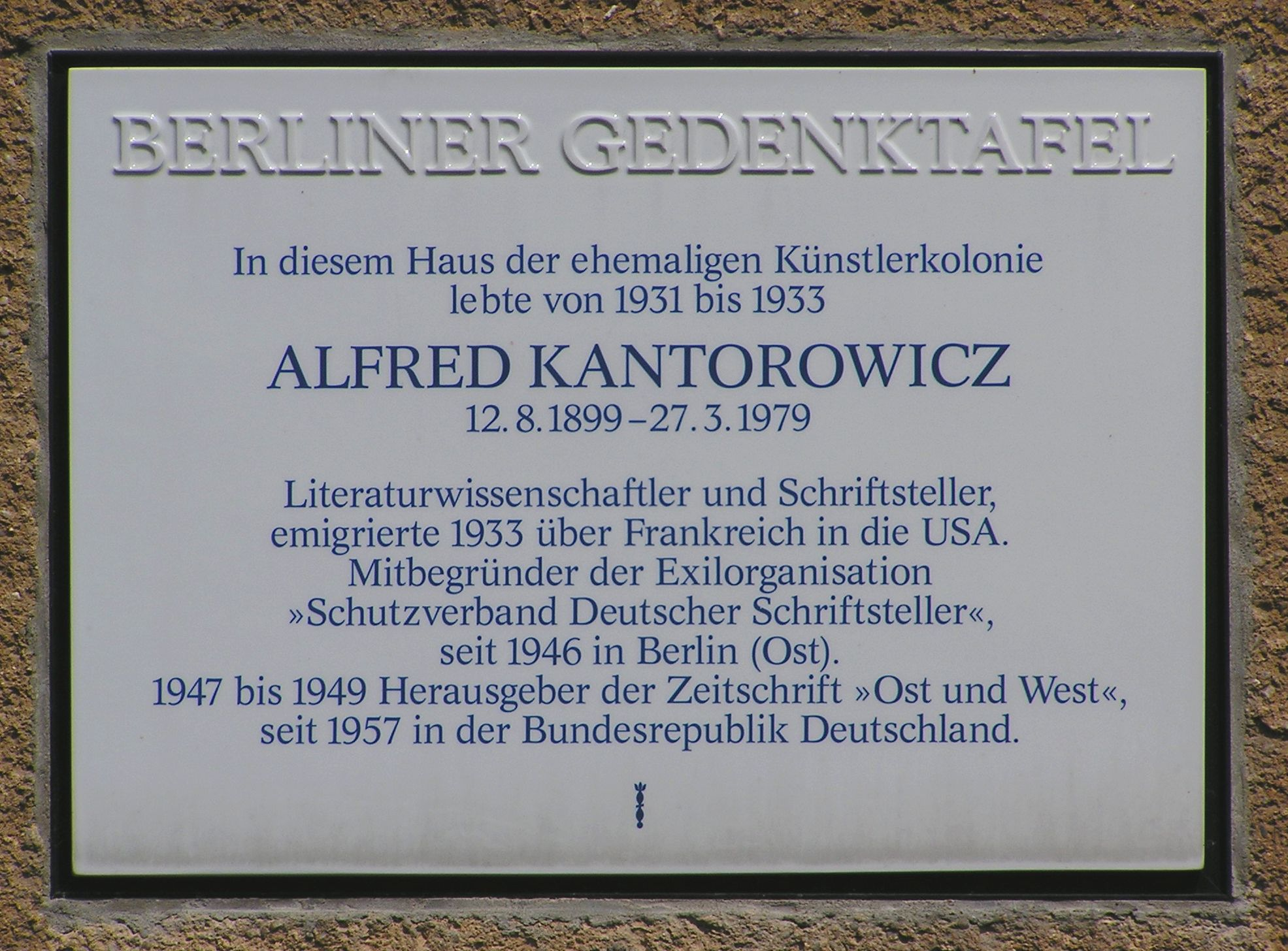
Placa de porcelana de Berlín dedicada a Alfred Kantorowicz (Berliner Gedenktafel).

- Wikimedia Commons alberga una categoría multimedia sobre Real Fábrica de Porcelana de Berlín.

- Datos: Q516134
- Multimedia: Königliche Porzellan-Manufaktur Berlin / Q516134